# یواس‌آرسی ویلیام اچ سیوارد (۱۸۶۴)
یواس‌آرسی ویلیام اچ سیوارد (۱۸۶۴) (به انگلیسی: USRC William H. Seward (1864)) یک کشتی بود که طول آن 137' بود.